# Brachycrotaphus lloydi
Brachycrotaphus lloydi är en insektsart som beskrevs av Boris Petrovich Uvarov 1926. Brachycrotaphus lloydi ingår i släktet Brachycrotaphus och familjen gräshoppor. Inga underarter finns listade i Catalogue of Life.